# وایانگ، نیو ساوت ولز
وایانگ (به انگلیسی: Wyong) یک شهرک در استرالیا است که در Wyong Shire واقع شده‌است.

## خواهرخوانده
شهر کلیرواتر، فلوریدا خواهرخواندهٔ وایانگ، نیو ساوت ولز هست.